# Francesc Casañas i Riera
Francesc Casañas i Riera (Sabadell, 31 de maig de 1890 - 6 de maig de 1969) fou un industrial corder i fotògraf català.

## Biografia
Acabats els estudis als Escolapis, Francesc Casañas es va incorporar a l'empresa de corderia dels seus pares i, encara adolescent, s'aficionà a la fotografia. Des d'aleshores, alternà l'activitat d'industrial amb l'afició fotogràfica. Treballà de repòrter gràfic per a diaris i revistes de Sabadell, Barcelona i Madrid, en publicacions com Diari de Sabadell, La Vanguardia, El Matí, D'Ací i d'Allà, El Mundo Gràfico, Blanco y Negro... A part, conreà la fotografia documental i recollí una extensa col·lecció d'imatges ciutadanes que avui constitueixen un viu testimoni gràfic de la història sabadellenca.

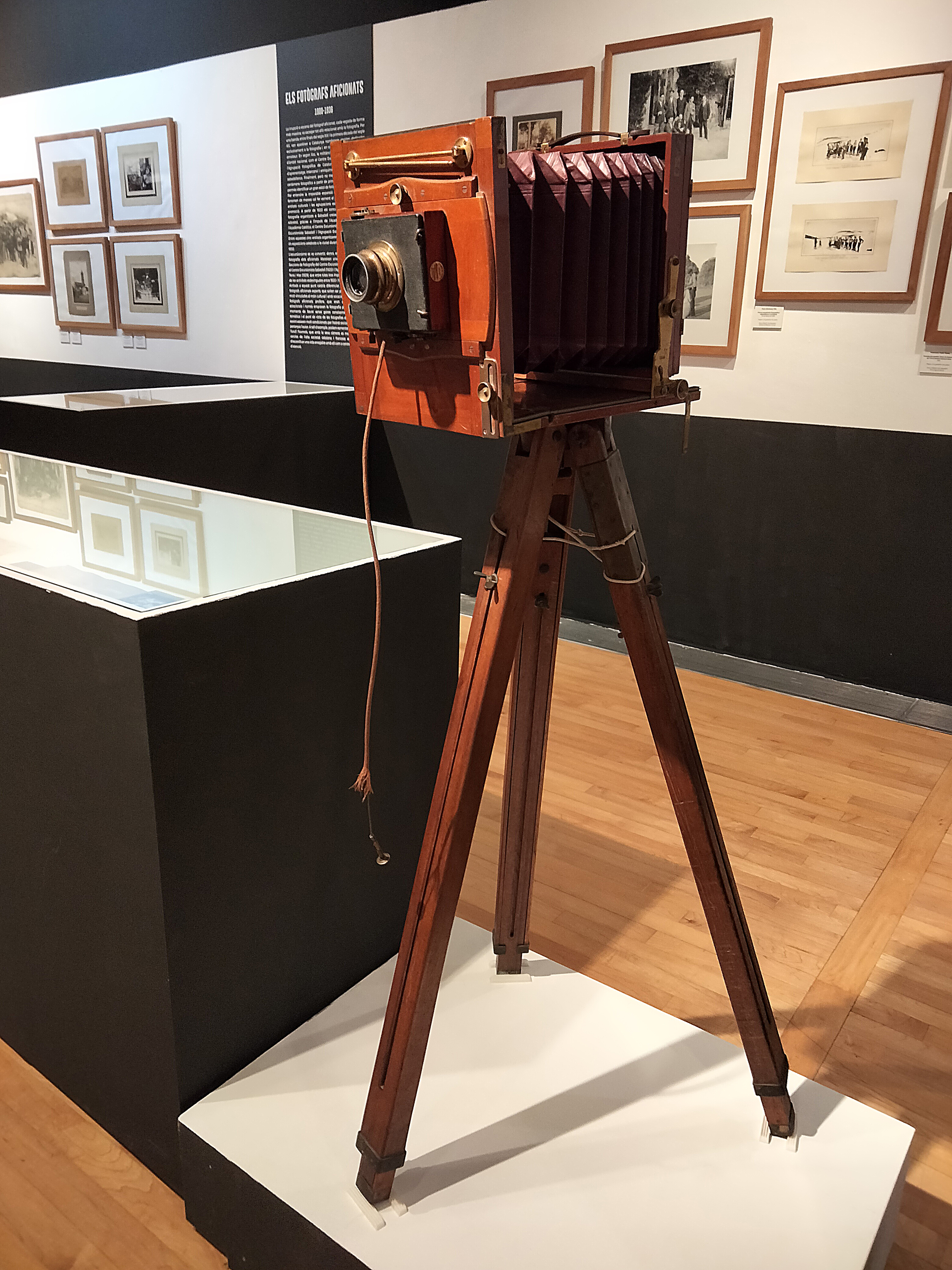
Càmera Globus de Francesc Casañas (dècada de 1910), en una exposició al Museu d'Art de Sabadell

L'any 1925 consta entre els fotògrafs participants en l'exposició col·lectiva anual que organitzava l'Acadèmia de Belles Arts de Sabadell per la Festa Major de la ciutat, on va presentar una fotografia d'una parella de bous.
D'altra banda, juntament amb Lluís Mas, va emprendre la confecció d'un inventari fotogràfic artístico-religiós de la nostra comarca. Amb la màquina al coll, recorrent esglésies, ermites i santuaris vallesans, van reunir una considerable col·lecció fotogràfica d'art religiós. Malauradament, una part dels clixés van ser destruïts en esclatar la guerra, però la comissió de cultura municipal va ser a temps de salvar la resta. Quan va morir, el 1969, la seva família va fer donació del seu arxiu fotogràfic, constituït per més de 8.500 clixés sobre Sabadell i el rodal, al Museu de la Ciutat, del qual Casañas havia estat fundador i membre del Patronat fins que morí. L'Arxiu Casañas, que recull imatges que van des de 1909 fins a 1936, avui es troba dipositat a l'Arxiu Històric de Sabadell. El Museu d'Art de Sabadell conserva també obra d'aquest fotògraf.
El 30 d'octubre de 1985 Sabadell li dedicà un carrer de la ciutat.